# Bob Koning
Bob Koning (Purmerend, 24 april 1985) is een Nederlands voormalig voetballer die als aanvaller voor onder andere Telstar speelde. Tegenwoordig is hij fysiotherapeut bij deze club.

## Carrière
Bob Koning speelde in de jeugd van HVV Hollandia, waar hij ook enkele jaren in het eerste elftal speelde. In 2007 vertrok hij naar Stormvogels Telstar, waar hij in het betaald voetbal debuteerde op 2 november 2007, in de met 3-2 verloren thuiswedstrijd tegen FC Volendam. In zijn eerste seizoen bij Telstar speelde hij drie wedstrijden, het seizoen erna kwam hij vaker in actie voor de club die tussendoor zijn naam naar Telstar veranderde. Hij scoorde zijn eerste twee doelpunten voor Telstar op 21 november 2008, in de met 3-2 gewonnen uitwedstrijd tegen SC Cambuur. In 2009 vertrok hij naar VV Katwijk, waar hij tot 2013 speelde. Hierna speelde hij voor HVV Hollandia en KFC, maar door blessures moest hij zijn carrière beëindigen. Wel is hij hierna nog actief geweest als beachvoetballer en als fysiotherapeut van Telstar.

### Statistieken
| Seizoen                  | Club                | Land           | Competitie         | Competitie | Competitie | Beker | Beker | Overig | Overig | Totaal | Totaal |
| Seizoen                  | Club                | Land           | Competitie         | Wed.       | Dlp.       | Wed.  | Dlp.  | Wed.   | Dlp.   | Wed.   | Dlp.   |
| ------------------------ | ------------------- | -------------- | ------------------ | ---------- | ---------- | ----- | ----- | ------ | ------ | ------ | ------ |
| 2007/08                  | Stormvogels Telstar | Nederland      | Eerste divisie     | 3          | 0          | 0     | 0     | –      | –      | 3      | 0      |
| 2008/09                  | Telstar             | Nederland      | Eerste divisie     | 20         | 4          | 1     | 0     | –      | –      | 21     | 4      |
| 2010/11                  | VV Katwijk          | Nederland      | Topklasse Zaterdag | 10         | 5          | 2     | 1     | –      | –      | 12     | 6      |
| 2011/12                  | VV Katwijk          | Nederland      | Topklasse Zaterdag | 14         | 5          | 0     | 0     | –      | –      | 14     | 5      |
| 2012/13                  | VV Katwijk          | Nederland      | Topklasse Zaterdag | 7          | 0          | 1     | 1     | 2      | 0      | 10     | 1      |
| Carrièretotaal           | Carrièretotaal      | Carrièretotaal | Carrièretotaal     | 54         | 14         | 4     | 1     | 2      | 0      | 60     | 15     |
| Bijgewerkt op 1 mei 2019 |                     |                |                    |            |            |       |       |        |        |        |        |